# Tempestade Boris

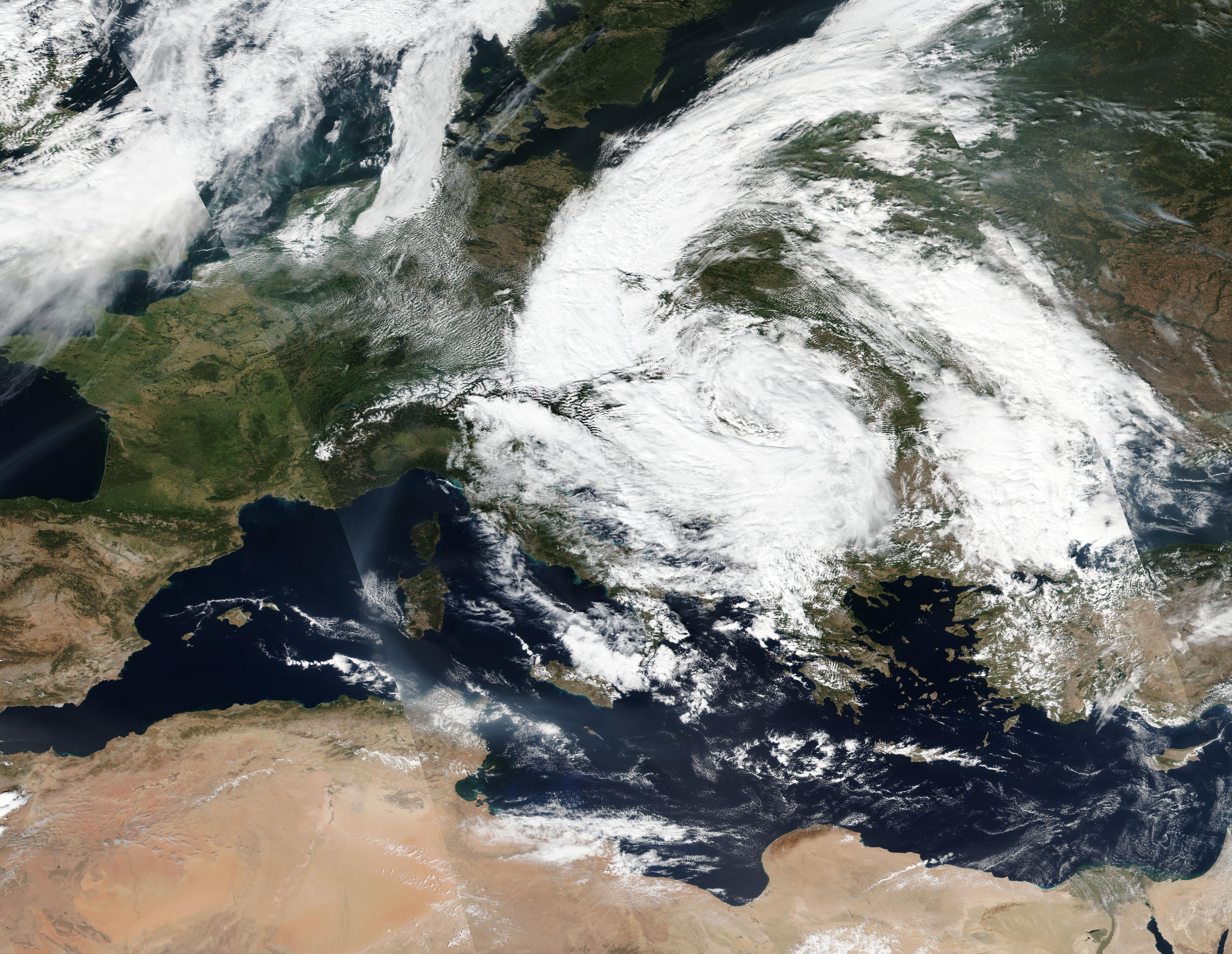
A tempestade Boris provocou inundações devastadoras e mortais em partes do centro-leste da Europa, como a República Checa, Eslováquia, Polônia, e também no Sul da Europa, como na Itália. Na imagem, o sistema de baixa pressão Boris sobre a Europa, em setembro de 2024.

A Tempestade Boris foi um fenômeno meteorológico intenso que provocou severas inundações na Europa Central e Oriental, afetando países como Áustria, Romênia, Polônia, República Tcheca, Hungria e Eslováquia. As chuvas torrenciais associadas a Boris resultaram em um aumento dramático nos níveis dos rios, causando o transbordamento e subsequentes enchentes que resultaram na morte de pelo menos 24 pessoas. Além disso, a tempestade provocou a evacuação de milhares de residentes e causou danos significativos à infraestrutura, incluindo a destruição de pontes e a interrupção de serviços essenciais, como eletricidade e abastecimento de água. Os volumes de precipitação foram extremos, com algumas áreas recebendo quantidades de chuva muito superiores à média histórica, resultando em uma das piores crises de enchentes na região em duas décadas. Ainda conforme autoridades polonesas, o maior país atingido pelas chuvas, a tempestade teria sido a mais forte da história local.
A cidade de Zagan, no extremo oeste polonês, próximo à fronteira com a Alemanha, enfrentou sérios riscos de inundações devido ao colapso de um dique em uma barragem próxima. Regiões que haviam sido pouco ou completamente poupadas pelos efeitos da tempestade estariam, ainda no dia 18 de setembro, sob uma nova ameaça direta, incluindo importantes centros urbanos como Opole e Breslávia, que poderiam ser severamente impactados por uma nova onda de enchentes. Diante dessa situação, o governo polonês declarou estado de desastre natural, com validade de até 30 dias, até meados de outubro. Especialistas preveem que os efeitos da tempestade Boris, responsável por essa catástrofe, continuarão a ser sentidos por um período prolongado.
Essa tempestade tem sido considerada um dos piores eventos meteorológicos da região desde as históricas enchentes de 2002, que atingiram grandes cidades como Praga, Dresden e Viena, de acordo com análises de especialistas. O fenômeno foi impulsionado por uma combinação de fatores meteorológicos, como sistemas de baixa pressão e frentes frias que trouxeram chuvas persistentes e intensas para a região.

## A Dinâmica do Sistema de Baixa Pressão
A Tempestade Boris equivale a um sistema de baixa pressão.
Sistemas (ou áreas) de alta pressão são caracterizadas por uma pressão atmosférica superior à das regiões ao redor, levando a um tempo geralmente estável e claro. Nessas áreas, o ar desce e se aquece, resultando em condições mais secas e quentes, com menor chance de precipitação. Isso ocorre porque o ar descendente reduz a formação de nuvens e, consequentemente, a possibilidade de chuvas.
Em contraste, áreas de baixa pressão, como o caso da Tempestade Boris, têm uma pressão atmosférica inferior em relação às áreas vizinhas. Esse tipo de sistema está associado a condições climáticas mais instáveis e úmidas. O ar nessas regiões sobe e esfria, favorecendo a formação de nuvens e aumentando a probabilidade de precipitações. Portanto, as áreas de baixa pressão tendem a experimentar mais chuvas e variações climáticas, afetando significativamente o tempo e as condições meteorológicas.

## Consequências e Mobilização Política na União Europeia
Os líderes de quatro países fortemente atingidos pela tempestade Boris estão mobilizados e irão se reunir com a presidente da Comissão Europeia, Ursula von der Leyen, na próxima quinta-feira, dia 19 de setembro, em Wroclaw, cidade polonesa com 670 mil habitantes. Participarão do encontro os primeiros-ministros da Polônia (Donald Tusk), República Tcheca (Petr Fiala), Eslováquia (Robert Fico) e Áustria (Karl Nehammer). O chanceler austríaco, Karl Nehammer, já solicitou a ativação do mecanismo europeu de proteção civil para responder de forma mais eficaz ao desastre. Ele destacou a importância de utilizar e aprimorar os recursos criados especificamente para lidar com emergências dessa magnitude. Durante o encontro, os líderes debaterão também estratégias para melhorar a coordenação das medidas de prevenção contra enchentes, reforçando que "os fenômenos climáticos extremos não respeitam fronteiras nacionais", conforme ressaltou Nehammer em comunicado divulgado pela agência APA.
Impacto na Polônia e na Áustria

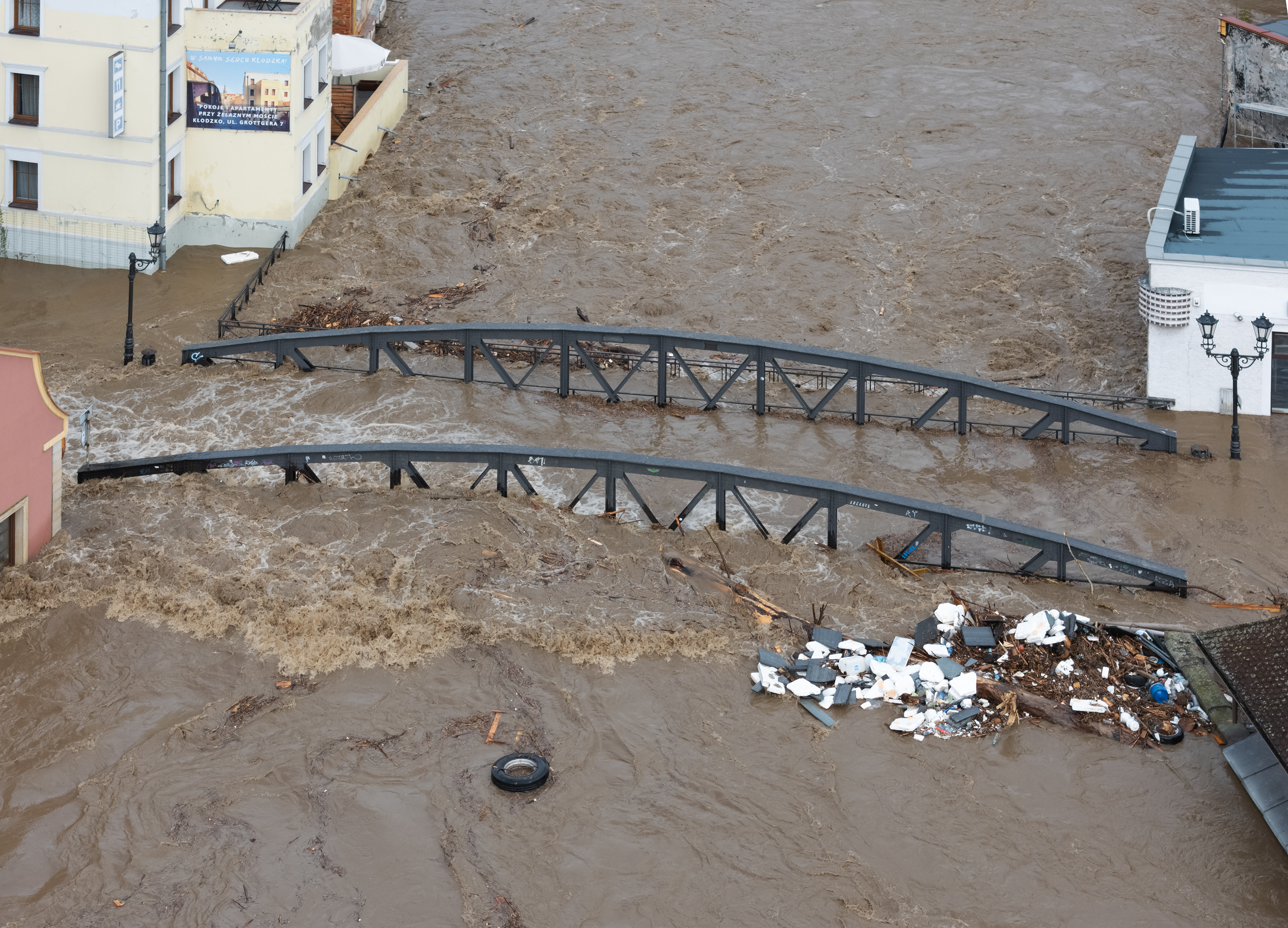
Ponte de ferro inundada na cidade de Kłodzko, na Polônia, em 15 de setembro de 2024, devido à atuação da Tempestade Boris.

Na Polônia, a tempestade Boris deixou um cenário de destruição. As equipes de resgate e as comunidades locais estão trabalhando juntas para prevenir que os rios transbordem, enquanto água e suprimentos foram distribuídos às pessoas evacuadas das áreas mais afetadas. A Áustria também sofreu com os efeitos devastadores da tempestade, especialmente nas localidades próximas ao rio Danúbio. Várias vilas foram completamente inundadas, exigindo a evacuação em massa dos habitantes.
Preocupação na Hungria
O aumento do volume do rio Danúbio está gerando grande apreensão na Hungria, onde as autoridades temem que as águas possam transbordar na capital, Budapeste. Ainda em 18 de setembro, o prefeito da cidade emitiu um alerta, afirmando que Budapeste pode enfrentar as piores inundações da última década.
Impactos na Itália
As regiões italianas de Emilia-Romagna, Marche e Lazio são as mais vulneráveis a inundações, com previsões de que mais de 250 milímetros de chuva poderiam cair ao longo de três dias, a partir do dia 17 de setembro. O meteorologista Lorenzo Tedici, em declaração à agência Ansa, afirmou:
"O Mar Adriático, invulgarmente quente, vai alimentar tempestades em todos os Apeninos Adriáticos a partir de terça-feira e até quinta-feira"
No dia 19 de setembro, fortes chuvas provocaram enchentes e destruição na Emilia-Romagna, no norte da Itália, confirmando o prognóstico inicial. Em Bagnacavallo, duas pessoas ficaram desaparecidas após o desabamento de um telhado. O sistema de baixa pressão Boris, que já havia causado 24 mortes em países do Leste Europeu e Europa Central, chegou enfim à Itália, levando as prefeituras a orientarem os moradores a permanecerem em locais altos. Com escolas fechadas e serviços ferroviários suspensos, várias cidades, como Lugo, enfrentaram evacuações após o transbordamento de rios. Bombeiros realizaram mais de 500 resgates, enquanto regiões vizinhas, como Toscana e Marche, também sofreram com inundações.
Além da Itália, países como Eslováquia, Hungria e Croácia também ficaram sob alerta máximo, devido à elevação dos níveis dos rios, que aumenta o risco de inundações generalizadas. Na Chéquia, o primeiro-ministro, Petr Fiala, informou que 13 500 pessoas foram evacuadas, e mais de 600 precisaram ser resgatadas em operações de emergência.

Tempestade Boris, setembro de 2024, vista da Itália

## Resumo do artigo em tópicos
- Impactos e vítimas: A Tempestade Boris gerou chuvas torrenciais e enchentes graves na Europa Central e Oriental, resultando em 24 mortes e milhares de evacuações. Países como Áustria, Polônia, Romênia e Hungria foram severamente afetados, com danos à infraestrutura e interrupção de serviços essenciais.
- Destruição e estado de desastre: A Polônia, o país mais afetado, declarou estado de desastre natural. Cidades como Zagan enfrentaram risco extremo de inundações devido ao colapso de diques. O governo polonês está em alerta diante da possibilidade de novas enchentes.
- Fatores meteorológicos: A tempestade foi causada por um sistema de baixa pressão, caracterizado por chuvas intensas e persistentes. Especialistas a comparam com as enchentes de 2002, devido à sua gravidade e amplitude.
- Respostas políticas e mobilização: Líderes da Polônia, República Tcheca, Eslováquia e Áustria se reunirão com a Comissão Europeia para discutir medidas de resposta e prevenção contra desastres naturais. A ativação do mecanismo europeu de proteção civil já foi solicitada.
- Extensão geográfica e preocupações futuras: A tempestade Boris continuou avançando, atingindo países como Itália, Hungria e Croácia, com previsões de mais chuvas e inundações. O sistema de baixa pressão ainda gera riscos significativos em várias regiões, com alertas máximos sendo emitidos.